# Музей-панорама «Визволення Проскурова»
Визволення Проскурова — музей-панорама, присвячений визволенню Проскурова (з 1954 р. — м. Хмельницький) від німецьких військ 25 березня 1944 під час Проскурівсько-Чернівецької операцї. Художники Владислав Мамсиков і Володимир Волков написали і змонтували кругове мальовниче полотно протягом 1986—1988 років. Панорама міститься в спеціально побудованому для неї приміщення, що належить Хмельницькому Палацу творчості дітей та молоді.
Панорама «Визволення Проскурова» є однією з двох мальовничих панорам, що є в Україні (перша — Панорама «Оборона Севастополя 1854—1855 років») і є повноцінною панорамою з предметним планом і круговим оглядом на відміну від діорам.

## Опис
Панорама зображує бойові дії на околиці Проскурова — на місці нинішнього проспекту Миру. Проскурів можна впізнати за збереженими досі декількома будівлями, в тому числі і за контурами костелу Святої Анни. Фрагменти панорами розповідають про подвиги льотчиків полковника Льва Шестакова і лейтенанта Валентина Єлькіна, які загинули в небі над Проскуровом і як Герої Радянського Союзу поховані в центрі міста під Вічним вогнем.

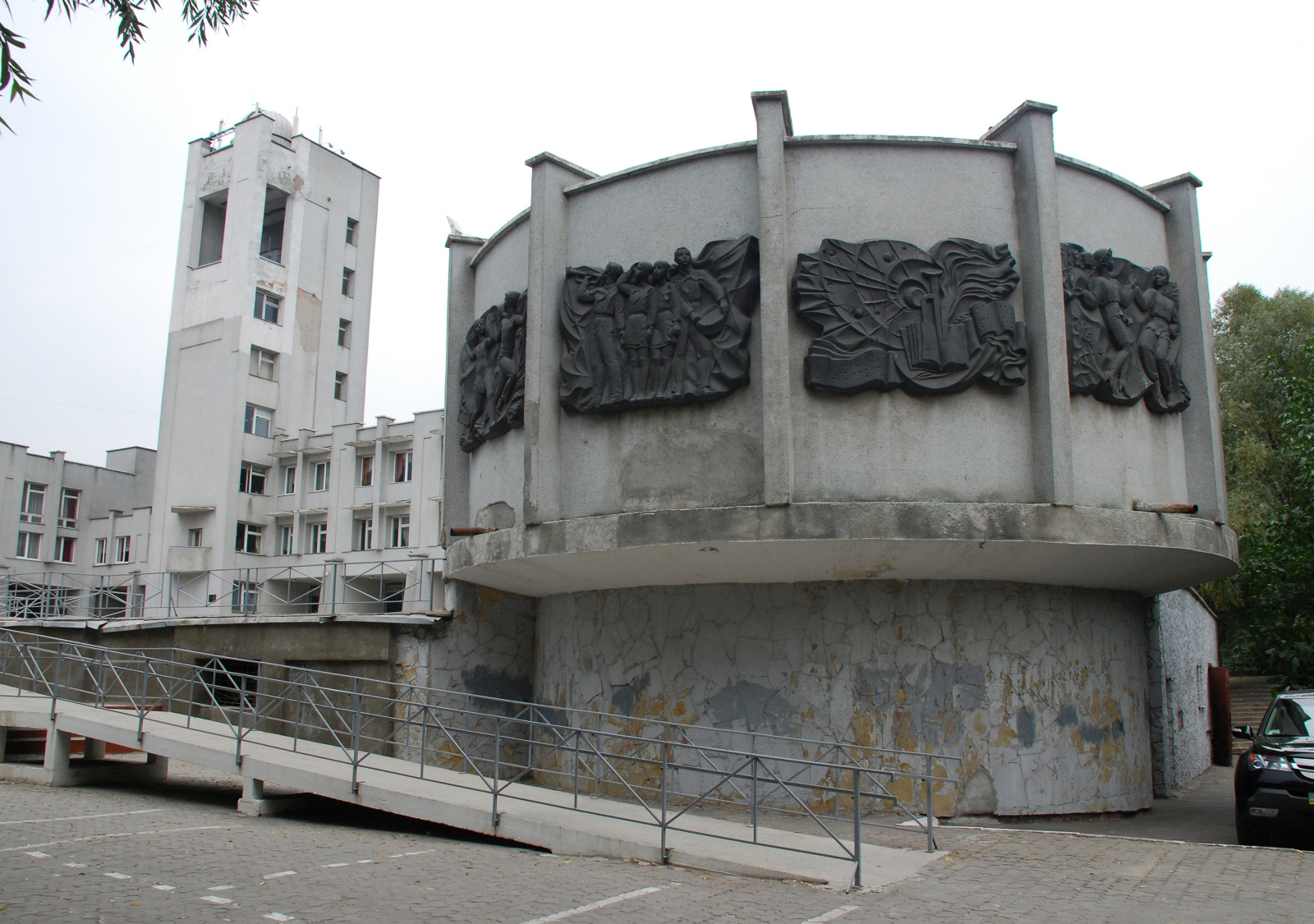
Будівля панорами «Визволення Проскурова» (Кругла будівля на передньому плані)

Зображено командний пункт, із якого керує боєм командувач Проскурівсько-Чернівецької операції Георгій Жуков. Навколо — атаки, вогневі і рукопашні сутички, підбиті і діючі танки, літаки, кулемети та інша техніка, ілюзія вогню, диму.
Кругове полотно панорами завдовжки близько 40 метрів, заввишки 3 метри.
Проскурівсько-Чернівецькій операції присвячений і окремий стенд в експозиції на першому поверсі музею. Усього тут сім розділів, які розповідають про початок війни, окупацію області і голокост у Проскурові, про Проскурівське підпілля та партизанський рух, про визволення краю. Фотоматеріали ілюструють злодіяння загарбників, тут же фотографії ватажків партизансько-підпільного руху С. А. Олексенка, Ф. М. Михайлова, А. А. Горбатюка, Н. А. Храновського, Р. А. Лопухіна, організаторів, керівників, членів Проскурівського підпілля.

## Анахронізми та невідповідності
Художники зображували панораму на основі хроніки, архівних фотографій і спогадів консультантів. Тим не менш у загальній картині наявні невідповідності та анахронізми:
1. Зображений у межах міста костел Святої Анни був повністю зруйнований ще в 1938 році і розташовувався за кілька кварталів на захід від місця, де його зобразили.
2. Молодший лейтенант Валентин Єлькін героїчно загинув у повітряному бою над Проскуровом 8 червня 1944 — тобто через 2,5 місяці після зображеної події.
3. Спочатку художники зобразили день бою світлим і ясним, але потім, відповідно до спогадів очевидців, змушені були «зробити» погоду похмурою.